# Давыдов, Михаил Аркадьевич
Михаи́л Арка́дьевич (Аронович) Давы́дов (1899—1941) — начальник Особого технического бюро (ОТБ) при народном комиссаре внутренних дел СССР, майор государственной безопасности (1939).

## Биография
Родился в еврейской семье часовщика. В РКП(б) с сентября 1920.
Окончил городское училище в Донецкой губернии в 1914, затем техническое училище в Славянске в 1916, а также реальное училище в 1918. Учился в Машиностроительном институте имени М. В. Ломоносова в Москве с августа 1929 по май 1932.
Слесарь-штамповщик в механической мастерской технического училища города Славянска с июня 1914 по июль 1916. Чертёжник в городской управе города Коротояк с августа 1916 по декабрь 1918. В 1918 году добровольцем служил в белой армии в качестве рядового вместе с братом, также арестованным в 1939 органами НКВД.
В РККА рядовой 79-го полка 9-й дивизии с января по декабрь 1919. Военком 65-го, 66-го, 193-го, 194-го и 195-го полков 22-й дивизии с декабря 1919 по май 1923, затем военком 109-го полка 37-й дивизии до ноября 1923. Ответственный организатор партийной работы 31-го и 32-го полков 6-й Чонгарской дивизии с ноября 1923 по июнь 1924.
Заведующий организационным отделом Тихорецкого райкома ВКП(б) с июля 1924 по август 1925, ответственный секретарь Темрюкского райкома ВКП(б) до сентября 1927, заместитель заведующего агитационно-пропагандистским отделом Армавирского окружкома ВКП(б) до апреля 1928, ответственный секретарь Курганецкого райкома ВКП(б) в станице Курганская до августа 1929. Начальник Специального управления Всесоюзного автопромышленного объединения с мая по октябрь 1932. Главный механик автозавода имени В. М. Молотова с октября 1932 по октябрь 1936, затем 1-й заместитель технического директора этого завода до апреля 1937. Директор завода имени С. М. Кирова с апреля 1937 по январь 1938.
В органах НКВД в течение двух недель являлся заместителем начальника особого технического бюро при НКВД СССР (с 15 января 1938 по 29 января 1938), затем назначен на должность заместителя народного комиссара машиностроения СССР, где проработал до 16 июля 1938. Временно исполняющий должность начальника 4-го специального отдела НКВД СССР с 21 октября 1938 по 15 января 1939, затем заместитель начальника особого технического бюро (ОТБ) НКВД СССР до 20 апреля 1939, 1-й заместитель начальника ОТБ до 4 сентября 1939. Утверждён начальником особого технического бюро НКВД СССР 4 апреля 1939, проработал на должности до 8 октября 1939.
Арестован 8 октября (по другим данным 9 октября) 1939. Приговорён ВКВС СССР 7 июля 1941 к ВМН по обвинению в участии в контрреволюционной организации. Расстрелян 27 августа 1941. Определением ВКВС СССР от 16 января 1957 приговор отменён и дело прекращено за отсутствием состава преступления. Посмертно реабилитирован.

### Звания
- майор государственной безопасности, 25.02.1939.

### Адрес
- Москва, улица Серафимовича, дом 2 (Дом правительства), квартира 204.